# Lord God Muzick
A Lord God Muzick egy 1991-es Lee Perry album.

## Számok
1. Free Us
2. Colt The Game
3. Lightning And Thunder Flash
4. Air Manifestation
5. Angel Gabriel And The Space Boots
6. Lee The Upsetter
7. Happy Birthday Marcus
8. Hot Shit
9. Supersonic Man
10. Reggae Emperor
11. Collie Ruler
12. Lee In The Heartbeat